# Nabû-kudurrī-uṣur I.

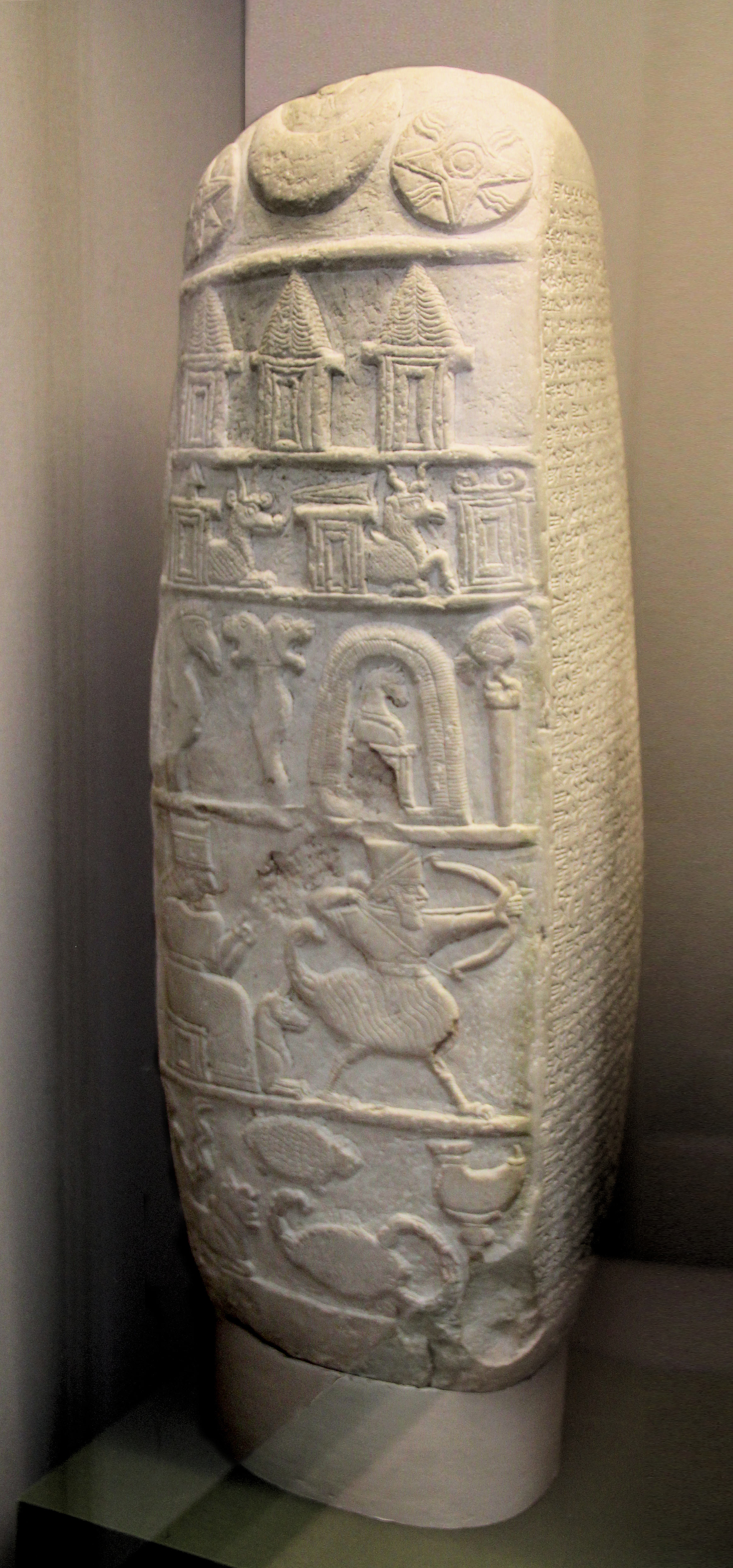
Ein Kudurru aus der Herrschaft von Nebukadnezar I.

Nabû-kudurrī-uṣur I., auch Nebukadnezar I., war ein babylonischer König und regierte um 1125 bis 1104 v. Chr. als vierter Herrscher aus der sogenannten Zweiten Isin-Dynastie. Sein Name Nabû-kudurrī-uṣur bedeutet übersetzt „Nabû schütze meinen Erbsohn“.

## Leben
Nebukadnezar war der vierte König der 2. Isin-Dynastie und folgte seinem Vater Ninurta-nādin-šumi 1125 v. Chr. auf den Thron. Seine größten Errungenschaften in seiner 22-jährigen Regierungszeit waren neben dem Erreichen der Unabhängigkeit vom Assyrischen Reich vor allem die Eroberung des benachbarten Königreichs Elam und die Rückholung der heiligen babylonischen Stadtgott-Statue Marduk. Auf ihn folgte 1104 v. Chr. sein Sohn Enlil-nādin-apli.

## Politik

### Außenpolitik
Die zuvor 576 Jahre währende Kassiten-Dynastie wurde 1155 v. Chr. durch die Eroberung Babylons durch die Elamer zerschlagen. Nach der Niederlage wurden den Babyloniern hohe Tribute auferlegt. Dabei gingen die berühmten Gesetzesstele des Hammurapi I. (mit dem Kodex Hammurapis) in die elamitische Hauptstadt Susa. Der schmerzvollste Verlust war für die Babylonier jedoch die heilige Stadtgott-Statue von Marduk, die ebenso nach Susa verschleppt wurde. Dies war womöglich der Grund, dass Nebukadnezar Jahrzehnte später den Feldzug gegen das östlich von Babylon gelegene Königreich Elam startete.
Die Dauer von Nebukadnezars Krieg mit Elam und die Anzahl der Feldzüge, die er führte, sind nicht bekannt. Jedoch fand der entscheidende Feldzug möglicherweise 1110 v. Chr. statt, welchen er von der Grenzstadt Dēr im Monat Du'uzu (Juni/Juli) begann. Eine Stele des Kassiten-Scheichs Šitti-Marduk erzählt detailliert von den Vorbereitungen und Ereignissen der Schlacht:

„[…] als der König der Götter, Marduk, ihm befahl, das Land der Akkade zu rächen, ergriff er seine Waffen und machte bis hin zur Stadt Dēr, der Kultstadt des An, einen Angriff. Für 30 bēru (Wegestrecke) machte er sich im IV. Monat auf den Weg. Nachdem (während) des gesamten Zeitraums die Mittagshitze wie Feuer glühte und die „Windungen?“ der wie Wege wie Flammen brannten, gab es kein Wasser in den Auen, die Tränken waren abgeschnitten.“

Die entscheidende Schlacht fand am Fluss Ulaya statt, welcher in der heutigen Provinz Chuzestan im Südwesten Irans liegt. In dieser hitzigen Schlacht konnte sich das babylonische Königreich durchsetzen, wobei der kassitische Scheich Šitti-Marduk den ausschlaggebenden Gesamtsieg über Elam erzielte. Das Schicksal des elamitischen Königs Hutelutuš-Inšušinak blieb dabei unklar. Nach dieser Schlacht plünderte und verwüstete Nebukadnezar das Königreich Elam und ihre Hauptstadt Susa so sehr, dass dies womöglich der Grund war, dass Quellen und Berichte aus und über Elam die nächsten 300 Jahre nicht existent waren.
Nebukadnezars größte Errungenschaft für die Babylonier war die „Heimholung“ der babylonischen Stadtgott-Statue Marduk in die babylonische Hauptstadt Babylon, welche sich Jahrzehnte im fremden Besitz der Elamer befand. Dieser berühmte Sieg wurde in Hymnen, epischer Poesie und in der Marduk-Prophezeiung gefeiert. Bekannt als „Nabû-kudurrī-uṣur und Marduk“ oder das Epos von Nabû-kudurrī-uṣur handelt es sich um die legendäre Geschichte der Genesung der Statue von Marduk und ist eine von zwei Hymnen, die seine militärischen Errungenschaften verherrlichen. Die zweite Hymne ist die „Hymne an Marduk“, die den Sieg über die Elamer feiert.
Mit dem nördlich von Babylon gelegene Assyrischen Reich gab es ebenso bewaffnete Auseinandersetzungen. Ende des 12. Jahrhunderts v. Chr. konnte das Assyrische Reich unter Tukulti-apil-Ešarra I. (1114–1076 v. Chr.) seinen Machtbereich bis Persischen Golf ausweiten, wobei er auch Babylon erobern konnte. Jedoch konnte Nebukadnezar schon kurze Zeit später wieder die Unabhängigkeit Babyloniens erreichen.

### Innenpolitik
Durch die Eroberung Babyloniens durch die Elamer 1155 v. Chr. endete die zuvor 576 Jahre währende Kassiten-Dynastie und daraufhin begann die 2. Dynastie von Isin. Überliefert sind während der Herrschaft Nebukadnezars keine größeren Benachteiligungen gegenüber den Kassiten. So sollen unter ihm viele Kassiten in hohen militärischen und zivilen Ämtern gedient haben und in anderen hohen Positionen wie die des Statthalters. Jener Šitti-Marduk war es auch, der als militärischer Anführer großen Anteil beim Sieg über das Königreich Elam hatte.
Nebukadnezar ließ während seiner Zeit als Herrscher mehrere Tempel errichten und ausbauen. Überliefert ist der Bau des Tempels Ekituš-ḫegal-tila in Babylon, welcher dem Wettergott Adad gewidmet wurde. Ebenso soll er Bauarbeiten am Haupttempel des Schöpfergottes Enlil in Nippur durchgeführt haben.